# Daisetta (Teksas)
Daisetta je grad u američkoj saveznoj državi Teksas. Prema popisu stanovništva iz 2010. u njemu je živjelo 966 stanovnika.